# دئوتروسور
دئوتروسور (نام علمی: Deuterosaurus) نام یک سرده از راسته ددکاوان است.